# Массімо Боскатто
Массімо Боскатто (італ. Massimo Boscatto; нар. 21 червня 1971) — колишній італійський тенісист.
Найвищу одиночну позицію світового рейтингу — 355 місце досяг 15 квітня 1991, парну — 110 місце — 24 червня 1991 року.
Здобув 3 парні титули.

## Юніорські фінали турнірів Великого шолома

### Парний розряд: 1 (1 поразка)
| Результат | Рік  | Турнір                           | Покриття | Партнер             | Суперники                | Рахунок  |
| --------- | ---- | -------------------------------- | -------- | ------------------- | ------------------------ | -------- |
| Поразка   | 1988 | Відкритий чемпіонат США з тенісу | Тверде   | Стефано Пескосолідо | Джонатан Старк Джон Янсі | 6–7, 5–7 |

## Фінали турнірів ATP за кар'єру

### Парний розряд: 1 (1 поразка)
| Легенда                         |
| ------------------------------- |
| Турніри Великого шлема (0–0)    |
| Фінали Світового туру ATP (0–0) |
| Серія Мастерс ATP (0–0)         |
| Серія турнірів ATP (0–0)        |
| Світова серія ATP (0–1)         |

| Фінали за покриттям |
| ------------------- |
| Тверде (0–0)        |
| Ґрунт (0–1)         |
| Трава (0–0)         |
| Килим (0–0)         |

| Фінали за типом корту |
| --------------------- |
| Відкритий корт (0–1)  |
| Закритий корт (0–0)   |

| Результат | В-П | Дата     | Турнір        | Рівень        | Покриття | Партнер         | Суперники                   | Рахунок       |
| --------- | --- | -------- | ------------- | ------------- | -------- | --------------- | --------------------------- | ------------- |
| Поразка   | 0–1 | Чер 1991 | Генуя, Італія | Світова серія | Ґрунт    | Массімо Ардінгі | Маркос Горріс Альфонсо Мора | 7–5, 5–7, 3–6 |

## Фінали ATP Челленджер і ITF Ф'ючерс

### Парний розряд: 8 (4–4)
| Легенда              |
| -------------------- |
| ATP Челленджер (3–1) |
| ITF Ф'ючерс (1–3)    |

| Фінали за покриттям |
| ------------------- |
| Тверде (0–0)        |
| Ґрунт (4–4)         |
| Трава (0–0)         |
| Килим (0–0)         |

| Результат | В-П | Дата     | Турнір                 | Рівень     | Покриття | Партнер             | Суперники                                | Рахунок       |
| --------- | --- | -------- | ---------------------- | ---------- | -------- | ------------------- | ---------------------------------------- | ------------- |
| Перемога  | 1–0 | Лют 1991 | Джакарта, Індонезія    | Челленджер | Ґрунт    | Массімо Ардінгі     | Пітер Картер Ніклас Крон                 | 5–7, 6–4, 7–6 |
| Перемога  | 2–0 | Бер 1991 | Марсель, Франція       | Челленджер | Ґрунт    | Стефано Пескосолідо | Том Кемперс Том Нейссен                  | 6–2, 2–6, 6–3 |
| Перемога  | 3–0 | Жов 1991 | Сиракуза, Італія       | Челленджер | Ґрунт    | Крістіан Бранді     | Дієго Наргісо Стефано Пескосолідо        | 3–6, 7–6, 7–6 |
| Поразка   | 3–1 | Жов 1991 | Реджо-Калабрія, Італія | Челленджер | Ґрунт    | Еудженіо Россі      | Крістіан Бранді Федеріко Мордеган        | 5–7, 3–6      |
| Поразка   | 3–2 | Тра 1998 | Югославія F2, Белград  | Ф'ючерс    | Ґрунт    | Ігор Гауді          | Никола Гнятович Деян Петрович (тенісист) | 3–6, 6–3, 3–6 |
| Перемога  | 4–2 | Сер 1998 | Італія F13, Варезе     | Ф'ючерс    | Ґрунт    | Стефано Таралло     | Леонардо Ольгін Мігель Пастура           | 7–6, 7–5      |
| Поразка   | 4–3 | Сер 1998 | Італія F14, Павія      | Ф'ючерс    | Ґрунт    | Стефано Таралло     | Енцо Артоні Сільвіо Скайола              | 2–6, 2–6      |
| Поразка   | 4–4 | Сер 1998 | Італія F15, Манербіо   | Ф'ючерс    | Ґрунт    | Ніколя Кішкевіц     | Філіппо Мессорі Массімо Валері           | 4–6, 6–3, 1–6 |